# Pupillin
Pupillin – miejscowość i gmina we Francji, w regionie Burgundia-Franche-Comté, w departamencie Jura.
Według danych na rok 1990 gminę zamieszkiwały 213 osoby, a gęstość zaludnienia wynosiła 32 osoby/km² (wśród 1786 gmin Franche-Comté Pupillin plasuje się na 534. miejscu pod względem liczby ludności, natomiast pod względem powierzchni na miejscu 667.).